# Luís Vaz de Camões
Luís Vaz de Camões (phát âm: [luˈiʃ vaʃ dɨ kaˈmõĩʃ]; đôi khi được dịch sang tiếng Anh từ tiếng Bồ Đào Nha cổ thành Camoens; 1524 - 10 tháng 6 năm 1580) là một nhà thơ người Bồ Đào Nha, ông được coi là nhà thơ vĩ đại nhất của đất nước này. Các tác phẩm thơ của Camões có thể sánh với những tác phẩm của Homer, Virgil và Dante. Ông sáng tác một lượng lớn các tác phẩm thơ trữ tình (bằng tiếng Bồ Đào Nha và tiếng Tây Ban Nha) và kịch, nhưng Camões lại được nhớ đến nhiều nhất với tác phẩm sử thi Os Lusíadas. Tác phẩm triết học của ông Parnaso de Luís Vaz bị mất, bị những người ghen tị lấy trộm cùng với một phần của Os Lusíadas, khi Camões đang ở Mozambique.

## Tiểu sử
Tư liệu về cuộc đời của Camões có rất ít và thậm chí là mâu thuẫn với nhau. Luís de Camões được cho là sinh năm 1524 ở Lisbon. Ông ngoại của nhà thơ lấy người có họ hàng với Vasco da Gama – nhà chinh phục nổi tiếng thế giới. Mẹ ông - Ana de Sá e Macedo mất sớm nên bố ông - Simão Vaz de Camões kết hôn lần thứ hai rồi đi sang Ấn Độ làm thuyền trưởng và mất ở đó.
Camões học ở trường dòng, sau đó học lên Đại học chuyên về ngôn ngữ và văn học Latinh, Hy Lạp, La Mã, Tây Ban Nha. Do tình yêu với một cô gái đẹp dẫn đến một số vụ lùm xùm buộc ông phải rời Lisbon khi chưa học xong Đại học.
Năm 1549 ông vào phục vụ quân đội và được trở lại Lisbon năm 1551. Trong một ngày lễ tôn giáo Camões đã làm một vị chức sắc của chính quyền bị thương nên phải vào tù 9 tháng, sau đó phải đi sang Ấn Độ phục vụ. Ở Ấn Độ, ông tham gia một số trận đánh, rồi làm thơ, đi về Thánh địa Mecca. Ông bắt đầu viết Os Lusíadas trong thời gian này. Năm 1556 ông được cử đi sang Ma Cao. Từ Ma Cao đi sang Xiêm và bị lạc vào vùng đồng bằng sông Cửu Long ngày nay của Việt Nam. Cuối cùng ông trở về Goa, Ấn Độ và sau đó, trở về Lisbon vào năm 1570. Năm 1572 ông in thiên sử thi Os Lusíadas ở Lisbon.
Luís de Camões mất ngày 10 tháng 6 năm 1580 vì bệnh dịch hạch. Hiện tại ông được chôn cất gần vua Sebastião và nhà chinh phục vĩ đại Vasco da Gama ở Tu viện Jeronimos trong giáo xứ Belém ở Lisbon.
Ngày mất của Luís de Camões (10 tháng 6) được gọi là ngày Bồ Đào Nha. Tên của ông được đặt cho một miệng núi lửa trên sao Thủy và là tên của một Giải thưởng Văn học lớn ở các nước nói tiếng Bồ: (Angola, Bồ Đào Nha, Brasil, Cabo Verde, Đông Timor, Guiné-Bissau, Ma Cao, Mozambique, São Tomé và Príncipe).
Tác phẩm của Luís de Camões được dịch rất phổ biến trên thế giới. Một số bài Soneto và kiệt tác Os Lusíadas cũng đã được trích dịch ra tiếng Việt.